# 2-je Winnikowo
2-je Winnikowo, także Wtoroje Winnikowo (ros. 2-е Винниково, Второе Винниково) – wieś (ros. село, trb. sieło) w zachodniej Rosji, w sielsowiecie winnikowskim rejonu kurskiego w obwodzie kurskim.

## Geografia
Miejscowość położona jest nad rzeką Winogrobl (lewy dopływ Tuskara w dorzeczu Sejmu), 1 km od centrum administracyjnego sielsowietu (1-je Winnikowo), 16 km na północny wschód od centrum administracyjnego rejonu (Kursk), 11 km od drogi federalnej R-298 (Kursk – Woroneż – R22 «Kaspij»; część europejskiej trasy E38).
We wsi znajduje się 37 posesji.
Klimat
Miejscowość, jak i cały rejon, znajduje się w strefie klimatu kontynentalnego z łagodnym ciepłym latem i równomiernie rozłożonymi opadami rocznymi (Dfb w klasyfikacji klimatów Köppena).

## Demografia
W 2010 r. wieś zamieszkiwało 57 osób.